# 西岡光秋
西岡光秋（にしおか　こうしゅう、1934年1月3日‐2016年8月26日）は、日本の詩人。本名・光明。

## 人物
1934年（昭和9年）大阪府生まれ。広島県に移り、1953年（昭和28年）に広島県立吉田高等学校を卒業。同年、國學院大学文学部に入学し、1957年（昭和32年）に卒業。1966年（昭和41年）詩集『鵜匠』で第四回日本詩人クラブ賞受賞。
國學院大学講師などを務めた。詩集のほか、短歌、俳句もやり、実用書を多く書いた。1993 - 95年日本詩人クラブ会長。

## 著書
- 『魚の記憶 詩集』日本未来派 1963
- 『運河紀行 詩集』木馬書房 1966
- 『萩原朔太郎詩がたみ漂泊の人』宝文館出版 1968
- 『鵜匠 詩集』坂の上書店 1970
- 『雲と郷愁 詩集』日本未来派 1974
- 『幻の犬』晴文社 1979
- 『菊のわかれ 詩集』国文社 1983
- 『真心を贈るおもて書き 慶弔しきたりの実例200』日本法令 1983
- 『西岡光秋詩集 異郷にて』芸風書院(日本現代詩人叢書) 1985
- 『名言名句365日』日本法令 1987
- 『ちょっと気のきいた文章の書き方』ぎょうせい 1987
- 『人生と暮しの金言名言』日本法令 (Horeiポケットブックス)  1987
- 『ビジネスに生かす金言名言』日本法令 (Horeiポケットブックス)  1987
- 『日本と中国の金言名言』日本法令 (Horeiポケットブックス)  1987
- 『慶弔のしきたりと表書き』日本法令 (Horeiポケットブックス)  1987
- 『実践・心にひびく文章の書き方』ぎょうせい 1989
- 『楽しい川柳の作り方』日本法令 (Horeiポケットブックス)  1990
- 『坂本竜馬ものがたり 明治維新のえいゆう』金の星社 (せかいの伝記ぶんこ) 1990
- 『西岡光秋詩集』土曜美術社 (日本現代詩文庫) 1990
- 『楽しい俳句の作り方』日本法令 (Horeiポケットブックス) 1990
- 『楽しい短歌の作り方』日本法令 (Horeiポケットブックス) 1991
- 『リンカーンものがたり 平等と平和を勝ちとった大統領 金の星社 1991.3 (せかいの伝記ぶんこ) 1991
- 『爆笑 句集』緑の笛豆本の会 1992
- 『贈ることば365日 愛と人生』日本法令 1992
- 『心に生きる金言名言300』日本法令 1993
- 『妖の継承』土曜美術社出版販売 (詩論・エッセー文庫) 1993
- 『風の駅 歌集』緑の笛豆本の会 1994
- 『ちょっと気のきいた実用レターの書き方』ぎょうせい 1997
- 『名文を書くテクニック 文章表現の第一歩』雄山閣出版 1997
- 『かたっぽ 詩集』書肆青樹社 1998
- 『鑑賞愛の詩』慶友社 2001
- 『詩人たちへの花束 追悼エッセイ集』日本未来派 2002
- 『アルバムの目 詩集』土曜美術社出版販売 2003
- 『文章の書き方入門』慶友社 2004
- 『触発の点景 詩論・エッセー集』土曜美術社出版販売 2005
- 『歌留多の恋 句集』紙鳶社 2008
- 『変な子 随筆集』待望社(秋光文庫 2010
- 『老女のボン 詩集』土曜美術社出版販売　2013
- 『西岡光秋全詩集』土曜美術社出版販売　2017

### 共編著
- 『経営者のための法律常識』木村敢共著 ぎょうせい 1979
- 『不動産の法律常識 こんなときどうする』羽田野宣彦共著 ぎょうせい 1987
- 『公用・私用冠婚葬祭手紙スピーチ全書』安田賀計共編 ぎょうせい 2000

## 参考
- 文藝年鑑